# 오모토 다다테루
오모토 다다테루(일본어: 大本 忠輝, 1969년 4월 6일 ~ )는 일본의 전 축구 선수이다.

## 구단 경력
1992년 재팬 풋볼 리그의 후지타 공업(벨마레 히라쓰카)에 입단했다. 1993년 재팬 풋볼 리그 준우승으로 J1리그로 승격했다. 1996년후 현역 은퇴.